# Shorea exelliptica
Shorea exelliptica är en tvåhjärtbladig växtart som beskrevs av Willem Meijer. Shorea exelliptica ingår i släktet Shorea och familjen Dipterocarpaceae. Inga underarter finns listade i Catalogue of Life.